# Matthias Kessler
Matthias Kessler (Neurenberg, 16 mei 1979) is een voormalig Duits wielrenner.

## Carrière
De in Neurenberg geboren Kessler werd in 1999 bij de espoirs Duits kampioen en tweede bij het wereldkampioenschap. Hij kreeg vervolgens een profcontract aangeboden bij Team Telekom, dat later T-Mobile Team zou gaan heten. Kessler gold als een groot talent en liet dat in zijn eerste jaren als prof zien, met tweede plaatsen in de Ronde van Piëmont, de Ronde van Hessen en een Giro-etappe.
Voor overwinningen moest hij echter tot 2003 wachten, toen hij zowel de Luk-Cup Bühl als de Grote Prijs Miguel Indurain won. Dat laatste herhaalde hij het jaar erop, toen hij zijn palmares uitbreidde met nog enkele top 10-klasseringen in klassiekers. De echte doorbraak bleef echter uit, al won Kessler in 2006 in het Nederlandse Valkenburg de derde etappe in de Ronde van Frankrijk. Het seizoen daarna vertrok hij naar Astana.
Op 24 april 2007, de dag voor de Waalse Pijl waarin Kessler vierde werd, werd Kessler gecontroleerd op het gebruik van doping. Op 27 juni zou blijken dat die test positief was, hij zou testosteron hebben gebruikt. Ook het resultaat van de B-staal was positief. Op 13 juli 2007 werd hij om deze reden ontslagen door Astana.

## Belangrijkste overwinningen
1999
- Duits nationaal kampioenschap bij de beloften

2003
- GP Miguel Indurain
- Luk-Cup Bühl

2004
- GP Miguel Indurain

2006
- 3e etappe Ronde van Frankrijk

## Resultaten in voornaamste wedstrijden
| Jaar | Ronde van Italië | Ronde van Frankrijk | Ronde van Spanje |
| ---- | ---------------- | ------------------- | ---------------- |
| 2000 |                  |                     | 102e             |
| 2001 | 23e              |                     |                  |
| 2002 | 25e              |                     | 47e              |
| 2003 |                  | 49e                 |                  |
| 2004 |                  | opgave              |                  |
| 2005 | 25e              | 57e                 |                  |
| 2006 | 72e              | 53e (1)             |                  |
| 2007 |                  |                     |                  |

| Jaar | Milaan-San Remo | Amstel Gold Race | Luik-Bast.‑Luik | Ronde van Lombardije | Waalse Pijl | Parijs-Brussel |  | WK op de weg |  | Wereldranglijsten |
| ---- | --------------- | ---------------- | --------------- | -------------------- | ----------- | -------------- |  | ------------ |  | ----------------- |
| 2000 |                 |                  | 62e             |                      | 64e         |                |  |              |  |                   |
| 2001 |                 | 35e              | 40e             | 11e                  | 40e         | 13e            |  | 85e          |  |                   |
| 2002 |                 | 57e              | 6e              | 18e                  | 48e         |                |  | 140e         |  |                   |
| 2003 | 93e             | 5e               | 18e             | 15e                  | 66e         |                |  | 83e          |  |                   |
| 2004 | 97e             | 6e               | 6e              | 22e                  | ↑           |                |  | 19e          |  |                   |
| 2005 | 50e             | 22e              | 12e             |                      | 13e         |                |  | 117e         |  |                   |
| 2006 |                 | 21e              | 24e             |                      | 10e         |                |  |              |  | 119e (UPT)        |
| 2007 | 76e             | 4e               | 8e              |                      | 4e          |                |  |              |  |                   |